# Brønshøjkredsen
Brønshøjkredsen er fra 2007 en opstillingskreds i Københavns Storkreds, som dækker bydelene Brønshøj-Husum og Vanløse. I 1971-2006 var kredsen en opstillingskreds i Østre Storkreds, som dækkede Vanløse samt dele af Brønshøj og Valby.
Den 8. februar 2005 var der 32.636 stemmeberettigede vælgere i kredsen.
Kredsen rummede i 2005 flg. kommuner og valgsteder:
1. Københavns Kommune
  1. Bellahøj
  2. Brønshøj
  3. Frederiksgård
  4. Katrinedal
  5. Kirkebjerg
  6. Vanløse

## Folketingskandidater pr. 22/06-2021
| Liste | Parti                   | Kandidat | Bemærk                                                           |
| ----- | ----------------------- | --- | ---------------------------------------------------------------- |
| A     | Socialdemokratiet       | Lars Werge Andersen |                                                                  |
| B     | Radikale Venstre        | Anne Martens |                                                                  |
| C     | Konservative Folkeparti | |                                                                  |
| D     | Nye Borgerlige          | |                                                                  |
| F     | Socialistisk Folkeparti | |                                                                  |
| I     | Liberal Alliance        | |                                                                  |
| O     | Dansk Folkeparti        | Peter Skaarup |                                                                  |
| V     | Venstre                 | Sven Aage Schlosrich |                                                                  |
| Ø     | Enhedslisten            | Rosa Lund |                                                                  |
| Å     | Alternativet            | Uffe Elbæk, Carolina Magdalene Maier, Kåre Traberg Smidt, Jan Kristoffersen, Asbjørn William Ammitzbøll Flügge, Henrik Marstal, Jonathan Ries, Nina Svane-Mikkelsen, Shahzad Riaz, Rolf Bjerre, Mette Rose Nielsen | Er opstillet i samtlige opstillingskredse i Københavns Storkreds |